# Two-step flow
Two-step flow é uma teoria de comunicação proposta por Paul Lazarsfeld, Bernard Berelson e Hazel Gaudet. Em português é chamada também de: a teoria do fluxo comunicacional em duas etapas, que enfatiza o papel dos formadores de opinião comunitários como construtores da opinião pública em escala micro.
Assim, o Two-step flow, também conhecido como modelo dos dois tempos, mostra que a influência dos meios de comunicação é seletiva, dependente de opiniões preexistentes e das relações interpessoais do receptor. As reações variam de indivíduo para indivíduo e a ideia de que a sociedade é representada por uma grande massa homogênea, antes defendida na teoria da Seringa Hipodérmica (Agulha Hipodérmica) já não existe mais. A eficácia da notícia e seus efeitos agora dependem da credibilidade do comunicador, que tem o poder de sensibilizar os seus receptores, distribuídos em pequenos grupos.

## Conceito
O modelo em duas etapas diz que a maioria das pessoas não é diretamente influenciada pelos meios de comunicação de massa, mas sim que eles formam suas opiniões com base em líderes de opinião que interpretam as mensagens da mídia e as colocam no contexto. Os líderes de opinião são aqueles inicialmente expostos a um conteúdo de mídia específico, e quem o interpreta com base em sua própria opinião. Eles então começam a infiltrar essas opiniões através do público geral que se tornaram "seguidores de opinião". Esses "líderes de opinião" ganham sua influência através de mais meios de comunicação de elite, em oposição aos principais meios de comunicação. Neste processo, a influência social é criada e ajustada pelos ideais e opiniões de cada grupo específico de "mídia de elite", e pelos ideais e opiniões opostos deste grupo de mídia e em combinação com fontes populares de mídia de massa. Portanto, a influência principal nessas opiniões é principalmente uma persuasão social.